# Von Mäusen und Menschen (1939)
Von Mäusen und Menschen ist ein US-amerikanisches Filmdrama von Lewis Milestone aus dem Jahr 1939 nach dem erst 1937 erschienenen gleichnamigen Roman von John Steinbeck und zugleich die erste Verfilmung eines Werks von Steinbeck. 1992 folgte eine Neuverfilmung unter gleichem Titel, Regie führte Gary Sinise.

## Handlung
George Milton und Lennie Small sind eingewanderte Arbeiter in der Zeit nach der Weltwirtschaftskrise und der Great Depression der 1930er Jahre. Der hünenhafte Lennie, der geistig zurückgeblieben ist, wird von George betreut. Während ihrer Tätigkeit als Hilfsarbeiter auf einer Ranch träumen die beiden von einer eigenen Ranch und den Möglichkeiten eine solche zu bekommen. Die Ranch, auf der sie arbeiten, gehört dem Sadisten Curley und seiner koketten Ehefrau.

## Hintergrund
Während Curleys Frau in dem Original-Roman, dem Original-Stück sowie in anderen Film- und Fernsehversionen immer nur Curleys Frau genannt wird, erhielt sie hier speziell für die Verfilmung den Namen „Mae“.
Der Film war einer der ersten Filme, der vor dem Filmtitel eine Handlungsszene hatte (Pre-Credits). Dabei sieht man George und Lennie, wie sie einer Menschenmenge entkommen und auf den Waggon eines fahrenden Güterzugs springen. Als sie die Türe des Waggons schließen, erscheint der Filmtitel.
In der Dinner-Szene zeigt Mae, die später am Abend ins Kino gehen möchte, ihrem Ehemann die Kinokarten. Dabei ist kurz der Filmtitel zu sehen, den sie sich anschauen möchte: Zenobia, der Jahrmarktselefant, ebenfalls eine Produktion von Hal Roach aus dem Jahr 1939, in der Oliver Hardy ohne Stan Laurel zu sehen ist.
Die beiden Hauptrollen waren 1939 in Hollywood heiß umworben. So war es eine große Überraschung für viele in der Filmindustrie, dass Regisseur Milestone, der früher ebenfalls als Wanderarbeiter tätig war, sich mit Burgess Meredith und Lon Chaney junior für zwei relativ unbekannte Darsteller entschied. Chaney hatte die Rolle des „Lennie“ allerdings bereits in einer Bühnenproduktion von Of Mice and Men in Los Angeles gespielt und Milestone deshalb um ein Vorsprechen für diese Rolle gebeten. Milestone beabsichtigte eigentlich Broderick Crawford für die Rolle zu verpflichten, war aber damit einverstanden, dass Chaney vorsprach, um Schauspielerinnen für die Rolle der „Mae“ in Dialogen zu testen. Am Ende dieser Tests änderte Milestone seine Meinung und besetzte die Rolle des „Lennie“ mit Chaney, ohne diesen selbst vorsprechen zu lassen.
Für seine Rolle als der hünenhafte Lennie trug Lon Chaney junior spezielle Schuhe, die seine Körpergröße um rund 15 Zentimeter (6 Zoll (Inches)) erhöhten.
Am 8. Juli 1949 kam es zu einer 60-minütigen Adaption im Programm des Radiosenders Theater Guild on the Air, in der Burgess Meredith erneut die Rolle des „George Milton“ übernahm.

## Auszeichnungen
Der Film war bei der Oscarverleihung 1940 vier Mal nominiert und zwar in den Kategorien bester Film und bester Ton (Elmer Raguse). Ebenso wurde Aaron Copland für die beste Original-Filmmusik und die beste Filmmusik nominiert. Einen Oscar gewann der Film allerdings nicht.

## Kritiken
Von Mäusen und Menschen wurde bei seiner Veröffentlichung mit positiven Kritiken aufgenommen. Das Lexikon des internationalen Films schrieb mit dem Abstand vieler Jahrzehnte: „Inszenatorisch kraftvolle, eindrucksvoll gespielte Verfilmung des tragischen Romans von John Steinbeck, die bittere Sozialkritik übt und vor allem die seelische Verelendung des Agrarproletariats beschreibt. Emphatisch werden Solidarität und Hilfe gefordert und die Folgen einer egozentrischen Gesellschaftsordnung, die sich an den materiell und geistig Schwächeren vergreift, aufgezeigt.“ Der US-amerikanische Filmkritiker Leonard Maltin gab dem Film die Höchstwertung von vier Sternen. Lon Chaney würde als Lennie die „beste Darstellung seiner Karriere“ abliefern, während Steinbecks Roman „intakt in dieser sensiblen Leinwandadaption“ bleibe.